# 치면열구전색
치면열구전색(齒面裂口塡塞, 영어: dental sealants, pit and fissure sealants, fissure sealants) 또는 치아홈 메우기는 소구치나 대구치, 유구치의 교합면과 전치의 설면에 형성된 좁고 깊은 소와 및 열구를 복합레진으로 전색함으로서 소와열구에서 발생되는 치아 우식을 예방하는 방법이다. 교합면의 소와나 열구에는 음식물 잔사가 잘 끼고 칫솔질로도 잘 제거가 되지 않는다. 그 결과 깊은 소와나 열구에서는 세균이 잘 증식되어 치아우식증이 자주 발생한다. 이러한 소와나 열구를 복합레진을 이용해 매꿔주면 음식물이 잘 끼지 않아 교합면 치아우식증을 65~90%까지 예방할 수 있다.

## 개발과정
1895년 Wilson은 우식예방을 위해 소와나 열구에 치과용 시멘트(Dental cement)를 사용하였다
1929년 Bodecker는 보다 나은 자정 작용을 위해 삭제기구(Round bur)를 이용해 법랑질 성형술을 소개했다.(깊은 열구를 넓히기 위해) 그러나 이는 건전 치질의 삭제량이 많고 치과의사에 의해서만 시술이 가능해 적용에 한계가 있었다.
1929~1936년 Hyatt는 우식 병소가 진행되기 전에 깊은 소와나 열구에 작은 수복물을 적용하는 예방적 충전술을 주장했으나 이것 또한 건전한 치질을 삭제해야하기 때문에 예방적 접근이 아닌 치교적 접근이라는 반박에 부딪혔다. 그 이후 소와나 열구를 매우기 위한 다양한 방법들이 소개되었지만 성공적이지 못했다.
1960년대 후반 1970년대 초반 레진계통의 재료가 도입되어 전색재로 사용되었다. 레진은 건전한 치질의 삭제없이 산부식 처리된 법랑질에 전색재를 적용한 후 경화시키면 효과적으로 소와나 열구를 매울 수 있었다. 레진을 이용한 열구전색법은 소와나 열구에서 발생되는 치아우식병을 효과적으로 예방하는 예방처치술식으로 자리잡을 수 있었다.
약 20년 전에는 전색재에 불소를 첨가하는 것도 고려되었는데, 연구결과 전색재의 기질에서 불소가 방출되어 추가적인 항우식효과를 제공한다는 것이 입증되었다.
최근 연구에 따르면 불소첨가전색재로 전색된 치아에서 많은 양의 불소가 법랑질에 흡수되어 전색재가 예방과 수복의 용도로서 사용되어 전색재의 가치를 향상시키고 있다고 보고된다.

## 대상치아

### 적응증
- 탐침으로 긁어보았을 때 끝이 걸릴 정도의 좁고 깊은 소와나 열구를 가진치아 (유치:0.4mm 영구치:0.9mm이상)
- 동악 반대측 동명치아의 치면에 우식이 있거나, 수복물이 있는 치아의 건전한 교합면
- 소와 및 열구에 초기우식병소가 있는 경우
- 협면이나 설면에 좁고 깊은 소와가 있는 경우 (협면소와, 설면소와)
- 치면의 일부에 점상충전(Spot Filling)을 시행한 치아
- 신생영구치

### 비적응증
- 시술과정 중 적절한 건조(방습)상태가 유지되지 않는 경우
- 와동이 형성된 치아우식병소가 있는 경우, 수복물이 있는 경우
- 넓고 얕은 소와나 열구를 가졌거나 교모가 심한치아

### 대상치아선정시 고려요인
- 연령 : 만3세~15세 아동, 25세까지의 청소년 및 청년
- 개인의 치아우식 감수성 : 높은우식발생 가능성을 가진 환자, 고정성 교정장치를 장착한자, 정신박약 및 지체부 자유자
- 불소 사용여부 : 불소는 평활면 우식예방에 효과적이나 소와나 열구에는 비교적 예방 효과가 낮아 교합면 우식예방을 위해추가적으로 시행되어야함

## 전색재의 종류

### 광중합형 전색제
자가중합형보다 큰 압축강도와 활택한 면을 가진다. 광조사기가 필요하기 때문에 경제적 부담이 있을 수 있다. 임상 현장에서 효과적으로 적용된다.

### 자가중합형 전색제
광중합기가 필요없이 두 재료를 혼합하면 중합이 개시되어 경화한다. 경화하는 시간이 3~5분으로 광중합형보다 길다. 임상 현장보다는 공중구강보건사업 현장에서 많은 사람들에게 제공할 때 효과적이다.
광중합형 전색제와 자가중합형 전색제의 유지력은 큰 차이가 없다. 전색 후 3개월~6개월 구강검사시 유지정도를 평가한다.

### 투명전색제
청소년, 성인의 영구치에 적용하며 투명하거나 흰색을 띄어 심미적이다. 우식이 진행시 전색재 하부를 관찰할 수 있다.

### 유색전색제
어린 아동의 유치나 영구치에 적용되며 오렌지색이나 붉은색을 띈다. 치아에 조금더 정밀하게  위치시킬 수 있고 전색재의 탈락, 파절유무를 쉽게 파악할 수 있다.

## 전색과정
```
치면청결→치아분리→치면건조→산부식→물세척→분리 및 건조→전색제도포→전색제 경화→교합 및 인접면 검사
```

### 주의사항
전색 과정에서의 주의사항은 다음과 같다.
1. 30~50% 인산 영구치는 1분 유치는 1분 30초정도 적용한 후 세척한다.
2. 전색제 도포시 대상치아의 형태학적 구조를 고려하여 소와나 열구를 따라 천천히 도포한다.
3. 광조사시 tip이 치면의 2~3mm위에 수직방향에서 조사될 수 있도록 위치시킨다.
4. 교합지를 이용해 먼저 닿는 부위(높은 부위)가 있는지 확인한 후 조정해준다 - 교합은 약간 낮은 것이 오래 유지된다.
5. 치실을 이용해 인접면을 확인한 후 과잉전색재를 제거한다.